# Muntzenheim
Muntzenheim (deutsch Munzenheim) ist eine französische Gemeinde mit 1281 Einwohnern (Stand 1. Januar 2022) im Département Haut-Rhin in der Region Grand Est (bis 2015 Elsass).

## Geschichte
Das Dorf wurde erstmals in einer Urkunde der Abtei von Munster vom 4. März 673 als „Monesensisheim“ erwähnt (Quelle: MGH DD Merov 1, 111). Der französische Wikipedia-Beitrag enthält eine längere Namensliste, die die Veränderungen des Ortsnamens vom 7. bis ins 16. Jahrhundert aufzeigt, es fehlen aber urkundliche Nachweise. Papst Leo IX. weihte hier neun Altäre (einer nicht genannten Kirche) ein, sein Besuch wird in einer Abschrift von 1319 auf das Jahr 1049 datiert (Quelle: Regesta Imperii III,5,2, 695).  
Von 1871 bis zum Ende des Ersten Weltkrieges gehörte Munzenheim als Teil des Reichslandes Elsaß-Lothringen zum Deutschen Reich und war dem Kreis Colmar im Bezirk Oberelsaß zugeordnet.

## Siehe auch

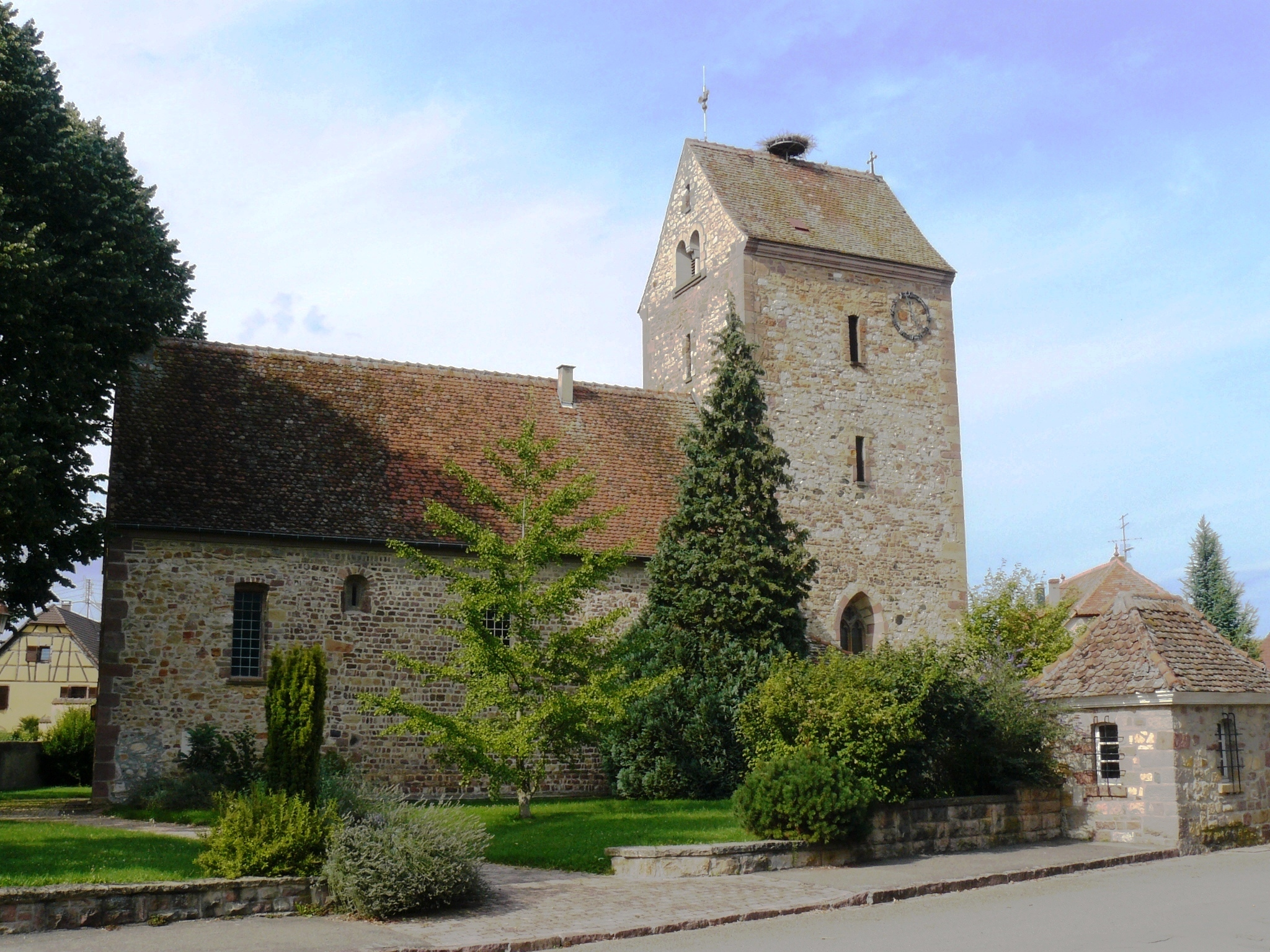
Kirche St. Urban
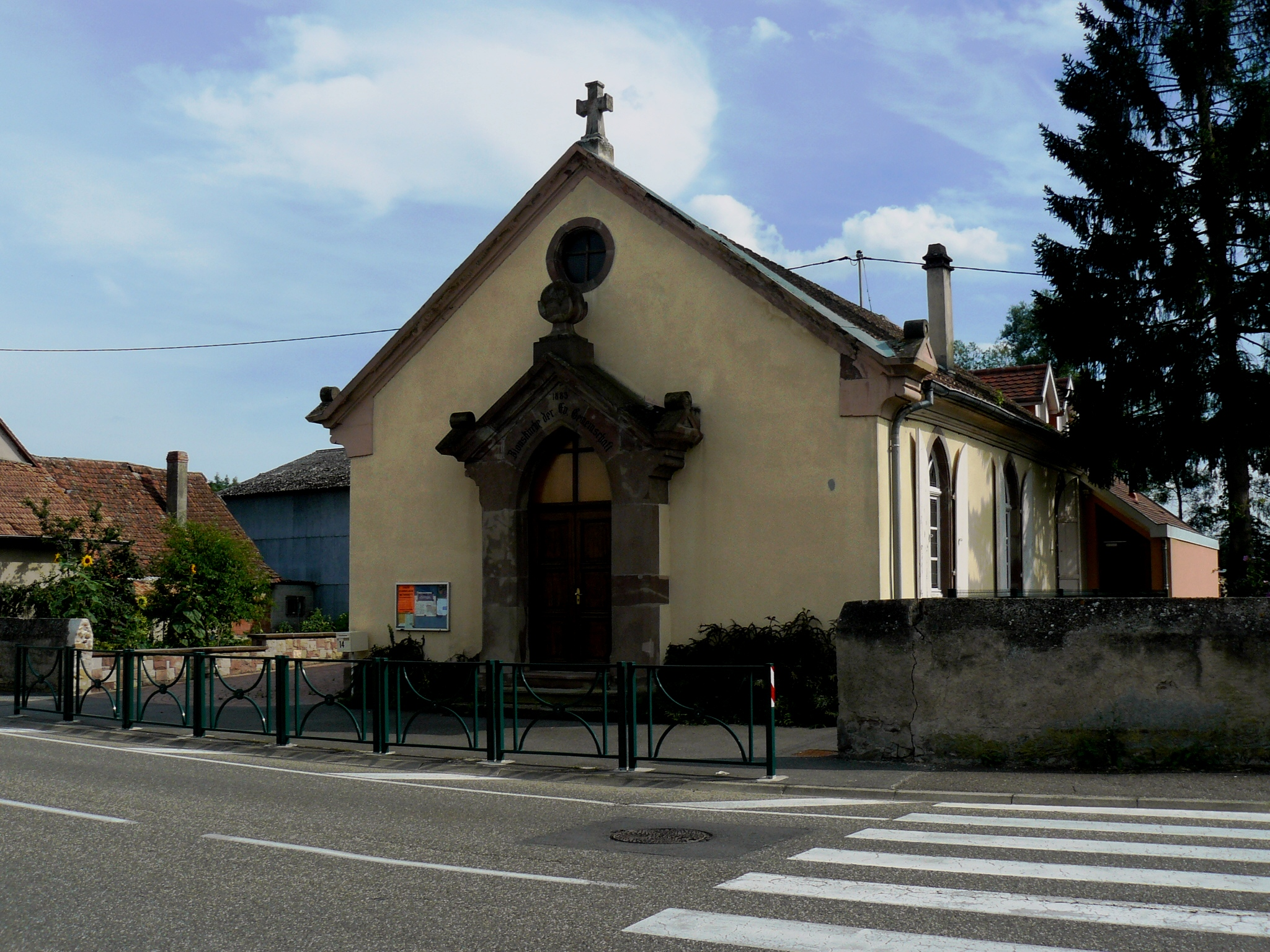
Evangelisch-methodistische Kirche

## Bevölkerungsentwicklung
| Jahr                                           | 1910 | 1962 | 1968 | 1975 | 1982 | 1990 | 1999 | 2006 | 2017 |
| ---------------------------------------------- | ---- | ---- | ---- | ---- | ---- | ---- | ---- | ---- | ---- |
| Einwohner                                      | 426  | 366  | 411  | 527  | 844  | 860  | 912  | 1013 | 1257 |
| Quelle: Gemeindeverzeichnis, Cassini und INSEE |      |      |      |      |      |      |      |      |      |